# Chris Richards
Christopher Jeffrey „Chris“ Richards (* 28. März 2000 in Birmingham, Alabama) ist ein US-amerikanischer Fußballspieler. Der Verteidiger steht in England bei Crystal Palace unter Vertrag und ist A-Nationalspieler.

## Karriere

### Vereine

#### Beginn in den USA
Richards, der noch zwei jüngere Geschwister hat, begann als Vierjähriger mit dem Fußballspielen, laut seinen Eltern schloss er sich im Alter von acht oder neun Jahren seinem ersten Verein an. Während Richards’ Mutter zu Jugendzeiten ebenfalls auf dem grünen Rasen aktiv gewesen war, spielte sein Vater mehrere Jahre professionell Basketball. Dessen Weg war ursprünglich auch für den jungen Chris vorgesehen, der noch während seiner Highschoolzeit morgens Basketball spielte und nachmittags zum Fußballtraining gefahren wurde.
Mit dem Hoover Soccer Club und der Birmingham United Soccer Association (BUSA) gewann das Abwehrtalent wiederholt die Staatsmeisterschaften von Alabama. Trotz der geringen Popularität des Sports innerhalb des Landes und der Tatsache, dass Richards’ Vater im Rahmen der Weltfinanzkrise 2008 seine Firma verlor, sparte die Familie, um dem ältesten Sohn eine Fußballerlaufbahn finanzieren zu können. Als Spieler der BUSA rückte der Junge auch als Vierzehnjähriger erstmals in die Verteidigung, nachdem er bis dahin überwiegend im zentralen Mittelfeld gespielt hatte. Einen Großteil seiner Entwicklung verdankte Richards auch der Teilnahme am Alabama Olympic Development Program (AODP), einem Programm, das sich unter anderem speziell an Jugendliche aus Bundesstaaten richtete, in denen Fußball unterrepräsentiert war. Als Spieler einer vom AODP aufgestellten Regionalauswahl nahm er an Trainingscamps in Argentinien sowie an der IMG Academy, einer privaten Sportschule in Florida, teil. Später wandten sich Richards’ Eltern an die Familie von Brandon Servania, der ebenfalls aus Alabama stammte und es über die Akademie des FC Dallas bis in die Major League Soccer und die US-amerikanische A-Nationalmannschaft geschafft hatte. Nach einer direkten Kontaktaufnahme mit dem ehemaligen Profi Luchi Gonzalez, dem Leiter der Nachwuchsakademie des FC Dallas, wurde Richards zu einem Probetraining eingeladen, das jedoch nicht nach den Vorstellungen der Verantwortlichen verlief. Kurze Zeit später empfahl ein Trainer des AODP den Jungen einem befreundeten Trainer, der für den Texans SC Houston arbeitete, für den Richards fortan ein Jahr lang spielte, ehe er schließlich doch in Dallas landete.
Bei den Texans wurde Richards, der fortan bei einer Gastfamilie lebte, vom ehemaligen Spieler Eric Quill betreut, der einerseits die Qualitäten im präzisen Passspiel seines Schützlings sah, andererseits aber noch Defizite im Schlagen weiter Flanken erkannte. Der Junge durchlief einen Wachstumsschub, konnte neben dem Flanken auch seinen Antritt verbessern und erhielt ein Stipendium von der University of North Carolina. Später sagte der US-Amerikaner aus, das Jahr in Houston unter Quill hätte ihn reifen und zu einem besseren Spieler werden lassen. Nach dem Gewinn der U18-Meisterschaft, in deren Verlauf Richards mit seinem Team unter anderem gegen den FC Dallas gespielt hatte, holte ihn dieser schließlich doch noch zu sich.

#### Wechsel nach Deutschland
Mit 18 Jahren erlangte der Jungspieler seinen High-School-Abschluss, gewann als Spieler des FC Dallas mehrere persönliche Auszeichnungen und geriet so auch in den Fokus des deutschen Rekordmeisters FC Bayern München, der mit den Texanern seit kurzer Zeit ein Partnerprogramm pflegte. Die Münchner luden Richards zu einem Probetraining ein, in dem dieser überzeugen konnte und – zunächst auf Leihbasis – für ein Jahr an den FC Bayern Campus wechselte. Bereits vorher hatte der Verteidiger zugunsten eines in Aussicht stehenden Homegrown-Player-Vertrags beim FC Dallas die Pläne für ein Studium in North Carolina verworfen. Im Rahmen der Audi Summer Tour durfte Richards neben Spielern wie Franck Ribéry, Arjen Robben oder Javi Martínez in seiner Heimat beim International Champions Cups auflaufen. In seiner ersten Saison bei der A-Jugend entwickelte sich Richards in der Innenverteidigung neben Spielführer Josip Stanišić zum Stammspieler, infolgedessen nahm ihn der FC Bayern endgültig für viereinhalb Jahre unter Vertrag. Richards spielte mit dem Team um die Staffelmeisterschaft und erlangte mit ihm auch im Rahmen der Teilnahme an der UEFA Youth League erste Erfahrungen im internationalen Juniorenvereinsfußball.
Im August 2019 feierte der Spieler schließlich beim 2:1-Auswärtserfolg der zweiten Mannschaft gegen den Halleschen FC sein Debüt im Herrenbereich, nachdem er fest zur in die 3. Liga aufgestiegenen Mannschaft gestoßen war. Richards war auch bei den „Amateuren“ fester Bestandteil des Defensivverbunds, wo er am häufigsten mit Lars Lukas Mai den Raum vor Keeper Christian Früchtl besetzte. In der Rückrunde gewannen die Bayern 13 von 19 Partien, blieben zwischen dem 26. und dem vorletzten Spieltag ungeschlagen und holten als erste Zweitmannschaft im Sommer 2020 die Drittligameisterschaft.
Zur Saison 2020/21 rückte Richards fest in den Kader der ersten Mannschaft auf, nachdem er am 33. Spieltag der Vorsaison für das bereits als Meister feststehende Bundesligateam kurzzeitig auf dem Feld hatte stehen können. Bis zum 19. Spieltag kam der 20-Jährige jedoch nur zu drei Bundesligaeinsätzen, da Trainer Hansi Flick auf die etablierten Kräfte Niklas Süle, David Alaba und Jérôme Boateng setzte. Parallel dazu spielte der Verteidiger achtmal in der Drittligamannschaft. Anfang Februar 2021 wechselte Richards bis zum Saisonende innerhalb der ersten Liga auf Leihbasis zur TSG 1899 Hoffenheim. Die TSG, die von Sebastian Hoeneß, unter dem der US-Amerikaner zuvor in der Bayern-Zweitmannschaft gespielt hatte, trainiert wurde, reagierte damit auf die verletzungsbedingten Ausfälle ihrer vier Innenverteidiger Benjamin Hübner, Kevin Akpoguma, Ermin Bičakčić und Håvard Nordtveit. Richards stand in elf Ligaspielen in der Startelf, die restlichen vier verpasste er aufgrund einer eigenen Verletzung. Meistens spielte der US-Amerikaner links in einem Dreierverbund, nach einer Serie von drei Niederlagen stellte Hoeneß zum 28. Spieltag schließlich auf eine Viererkette um. Nachdem sich die Vereinsverantwortlichen um Trainer Hoeneß mit der Leistung des Leihspielers zufrieden zeigten, gaben diese darüber hinaus an, Richards grundsätzlich fest verpflichten zu wollen. Der Verteidiger selbst betonte, sich einen Verbleib im Kraichgau vorstellen zu können, verwies jedoch auf die Pläne seines Arbeitgebers Bayern München. Diesen verließen mit Jérôme Boateng sowie David Alaba zwei jahrelang für den Verein aktiv gewesene Innenverteidiger.
Zur Saison 2021/22 kehrte Richards zum FC Bayern zurück. Nach der Verletzung von Benjamin Pavard wurden ihm vom neuen Trainer Julian Nagelsmann auf der Rechtsverteidigerposition Josip Stanišić und Bouna Sarr vorgezogen. In der Innenverteidigung hatte er gegen Niklas Süle, Dayot Upamecano und Tanguy Nianzou das Nachsehen. Er kam daher zum Saisonbeginn nur zu einer Einwechslung in der Liga und zu einem Startelfeinsatz in der ersten Runde des DFB-Pokals. Am letzten Tag der Transferperiode und vor dem 4. Spieltag verlängerte der US-Amerikaner seinen Vertrag beim FC Bayern bis zum 30. Juni 2025 und kehrte bis zum Saisonende auf Leihbasis zur TSG Hoffenheim zurück. Hier erhielt Richards in der Hinrunde mehrere Startelfmandate und bildete überwiegend mit Bičakčić, Kevin Vogt und Neuzugang David Raum eine Viererkette, welche ab Mitte der Hinserie auf einen Dreierverbund reduziert wurde. Nach dem Absturz ins Tabellenmittelfeld blieben Hoffenheim und sein Spieler zwischen dem 12. und dem 17. Spieltag ungeschlagen und konnte sich an die Europapokalplätze herankämpfen. Beim 2:1 gegen den Tabellenvierten Freiburg schoss der Verteidiger das Siegtor, zuvor hatte er bereits gegen Wolfsburg einem Mitspieler assistiert. In diesen beiden Partien erhielt Richards vom kicker auch seine jeweils besten Zensuren (2,0 und 2,5), wohingegen ihm gegen seinen Hauptklub sowie gegen Mainz 05 (jeweils Niederlagen ohne eigenen Treffer) eine gerade noch ausreichende Leistung bescheinigt wurde. Verletzungsbedingt kam Richards zwischen dem 21. und dem 34. Spieltag nur auf drei Einsätze, wovon Kapitän Benjamin Hübner profitierte. Die letzten neun Saisonspiele konnte Hoffenheim nicht gewinnen und rutschte wieder aus den Europapokalrängen.

#### Engagement in England
Zur Sommervorbereitung 2022 kehrte Richards zunächst zum FC Bayern zurück, welcher mit Matthijs de Ligt einen neuen Innen- sowie mit Noussair Mazraoui einen weiteren Rechtsverteidiger verpflichtete. Folglich wechselte der US-Amerikaner noch vor Saisonbeginn in die Premier League zu Crystal Palace. Beim Verein aus London unterschrieb er einen Vertrag bis zum 30. Juni 2027. Richards konnte für die Londoner drei Kurzeinsätze in der Liga sowie ein EFL-Cup-Spiel verbuchen, darüber hinaus spielte er einmal für die U21 in der Premier League 2. Anschließend setzte ihn aber eine nicht näher bekannte Beinverletzung für mehrere Monate außer Gefecht.

### Nationalmannschaft
Richards spielte im September 2018 gegen Jamaika erstmals für die US-amerikanische U20-Auswahl. Mit dieser nahm er im selben Jahr auch an der CONCACAF U-20-Meisterschaft teil, die er mit den USA gewinnen konnte. Richards kam während des Turniers zu zwei Einsätzen für sein Land und stand unter anderem im Finale beim 2:0-Erfolg gegen Mexiko 90 Minuten auf dem Platz. Auch bei der U20-WM 2019 in Polen stand er im US-amerikanischen Aufgebot und absolvierte jede Partie über die volle Spieldistanz. Im Viertelfinale schied das Team gegen Ecuador aus.
Für zwei Freundschaftsspiele gegen Wales am 12. sowie gegen Panama am 16. November 2020 wurde der Verteidiger von Nationaltrainer Gregg Berhalter gemeinsam mit neun anderen Jungspielern, darunter Giovanni Reyna von Borussia Dortmund,  erstmals für die A-Nationalmannschaft nominiert. Sein A-Länderspieldebüt gab er schließlich im österreichischen Wiener Neustadt beim 6:2-Sieg im Testspiel gegen die Nationalmannschaft Panamas mit Einwechslung für Matt Miazga ab der 80. Minute. Es folgten sieben weitere A-Länderspiele für den Verteidiger, am Gold Cup, den die USA gewannen, durfte er aber beispielsweise nicht teilnehmen. In fünf Qualifikationsspielen für die WM 2022 im Emirat Katar war Richards später für seine Mannschaft aktiv, gemeinsam wurde die Endrunde erreicht. Für diese konnte Nationaltrainer Gregg Berhalter ihn jedoch nicht berücksichtigen, da er mit einer nicht näher bekannten Beinverletzung längerfristig ausfiel. Von diesem Umstand konnte beispielsweise der zuletzt im September 2021 berücksichtigte Innenverteidiger Tim Ream profitieren. Sein erstes Tor für die A-Nationalmannschaft erzielte er mit dem 1:0-Führungstreffer in der zwölften Minute beim 2:0-Sieg am 18. Juni 2023 im Finale des Turniers der CONCACAF Nations League über die Nationalmannschaft Kanadas in Las Vegas.

## Erfolge
Nationalmannschaft
- CONCACAF Nations League -Sieger 2023

FC Bayern München
- UEFA-Super-Cup-Sieger: 2020
- Deutscher Meister: 2020
- DFL-Supercup-Sieger: 2020, 2021
- Meister 3. Liga 2020

## Spielweise
Richards ist ein moderner Verteidiger mit Stärken im Spielaufbau, er ist taktisch und technisch auf einem hohen Niveau und wird aufgrund seiner Schnelligkeit auch auf den Außenbahnen eingesetzt. Zu seinen Vorbildern zählen Jérôme Boateng und Carles Puyol.

## Familie und Erfolge im Basketball
Richards stammt aus einer sportbegeisterten Familie. Mutter Carrie spielte in diversen Juniorinnenmannschaften Fußball, setzte ihre Karriere aber nicht fort, da die Sportart in Alabama kaum gefördert wurde. Sein Vater Ken war professioneller Basketballspieler und unter anderem in Island, Bolivien und Australien aktiv. Auch Chris selbst spielte lange Zeit erfolgreich Basketball an der Highschool, errang einige persönliche Auszeichnungen und war kurz davor, ein Sportstipendium für eine Universität zu erlangen. Aufgrund seiner für den Basketball geringen Körpergröße entschied er sich allerdings mit 16 Jahren, sich voll auf den Fußball zu fokussieren.